# Blue Bombers de Winnipeg
Les Blue Bombers de Winnipeg sont une équipe de football canadien de la Ligue canadienne de football, fondée en 1930. Ils ont remporté la coupe Grey douze fois, la plus récente en 2021. Il s'agissait de leur deuxième championnat depuis 1990. 

## Histoire

### Précurseurs
Le football canadien, alors appelé rugby football ou rugby, se joue à Winnipeg depuis au moins 1879, date de fondation du Winnipeg Rugby Football Club. Au fil des ans, différents clubs sont formés dans la ville, et à partir de 1892 font partie de la Manitoba Rugby Football Union (en). L'un de ces clubs apparaît en 1913 et se nomme les Winnipeg Tigers, connus à partir de 1916 sous le nom de Tammany Tigers. Il est un des premiers clubs de l'Ouest canadien à atteindre la finale de la coupe Grey, battu le 5 décembre 1925 par les Sénateurs d'Ottawa 24-1. 

### Fondation et premières années
Le 14 mai 1930, les Tammany Tigers sont remplacés par un nouveau club appelé le Winnipeg Rugby Club. Leland « Tote » Mitchell, qui était à la tête des Tammany Tigers, est le premier directeur général du nouveau club, qui est bientôt surnommé les Winnipegs, parfois abrégé en Pegs. Le club absorbe le club Garrison, formé de militaires, puis en 1933 fusionne avec l'autre club important de Winnipeg, le St. John's Rugby Club. Les Winnipegs sont champions de l'Ouest canadien pour la première fois en 1933, ce qui leur donne le droit d'affronter les Argonauts de Toronto en demi-finale de la coupe Grey, match qu'ils perdent 13 à 0. Deux ans plus tard, dirigés par Bob Fritz, les Winnipegs remportent la finale de l'Ouest 7-0 contre les Bronks de Calgary (en), dans un match où un journal de Calgary affirme que le fait que Winnipeg alignait 11 joueurs américains leur donnait un avantage important. Ce recrutement systématique de joueurs américains inauguré par les Blue Bombers aura un impact majeur et de longue durée sur le football canadien. Ils accèdent ainsi à la finale de la coupe Grey contre les Tigers de Hamilton et l'emportent 18-12, devenant le premier club de l'Ouest du pays à mettre la main sur le trophée ultime du football canadien. Le héros du match est le demi Fritz Hanson (en), qui réussit en particulier un touché sur un retour de botté de dégagement de 78 verges.

### Nouveau nom et nouvelle ligue
Selon la plupart des sources, le nom de « Blue Bombers » a été trouvé par le journaliste sportif Vince Leah du Winnipeg Evening Tribune lors d'un match d'exhibition de 1935 contre l'équipe de l'université du Dakota du Nord. Il comparait l'équipe dont les couleurs étaient le bleu et l'or avec le boxeur Joe Louis, alors en pleine ascension et dont le surnom était le Brown Bomber (le Bombardier brun). Le nom est alors utilisé à partir de 1936 comme surnom, à côté du nom plus répandu des Winnipegs, mais il s'impose bientôt et est adopté par le club.
En 1936, les trois équipes les plus puissantes de l'Ouest, soit Winnipeg (fort de sa conquête de la coupe Grey l'année précédente), les Roughriders de Regina et les Bronks de Calgary (en), fondent une nouvelle ligue appelée la Western Interprovincial Football Union (WIFU). Dans cette ligue dont le nombre d'équipes alterne entre trois et quatre jusqu'en 1953, les Blue Bombers sont initialement l'équipe qui remporte le plus de succès. Durant les six saisons qui précèdent l'interruption des activités à cause de la Seconde Guerre mondiale, ils se rendent à la finale de la coupe Grey quatre fois, remportant leurs deux dernières tentatives. En 1937, sous l'entraîneur Bob Fritz, ils sont battus par les Argonauts au pointage de 4 à 3. L'année suivante, cette fois sous la direction de Red Threlfall (en), ils échouent encore face aux Argos par 30-7. C'est finalement en 1939 que les Blue Bombers parviennent à mettre la main sur leur deuxième coupe, grâce à un simple de Art Stevenson qui brise une égalité de 7-7 avec les Rough Riders d'Ottawa. En 1940, un désaccord sur les règlements empêche Winnipeg, encore une fois champion de l'Ouest, de participer au match de la coupe Grey. Puis en 1941, dans le dernier match de la coupe Grey disputé par des équipes civiles avant 1945, Winnipeg remporte sa troisième coupe, cette fois grâce à un botté de placement de Chester McCance (en).

### Interruption et retour au jeu
Comme la WIFU interrompt ses activités en 1942, les Blue Bombers organisent une ligue locale à Winnipeg où trois équipes, une civile, une militaire et une universitaire, s'affrontent. À la fin de la saison, une équipe combinée est formée pour disputer les éliminatoires. Cette équipe appelée les Winnipeg RCAF Bombers (en) se rend à la coupe Grey où elle est battue par les Toronto RCAF Hurricanes (en). En 1943, les RCAF Bombers se rendent encore à la coupe Grey, qu'ils perdent à nouveau contre les Flying Wildcats de Hamilton. En 1944 les RCAF Bombers restent inactifs, ne pouvant rassembler assez de joueurs pour former une équipe. 
Les Blue Bombers reviennent au jeu en 1945, mais comme la WIFU ne tient pas de saison régulière, ils jouent des matchs d'exhibition puis se qualifient pour la coupe Grey en battant les Stampeders de Calgary, une nouvelle équipe. Cependant, l'équipe composée surtout de joueurs locaux n'est pas de taille et perd 35-0 contre les Argonauts de Toronto.

### Fin des années 1940 et l'ère Jack Jacobs
Le retour à un calendrier régulier dans la WIFU permet aux Blue Bombers d'accéder trois fois en cinq ans au match de la coupe Grey, sans jamais l'emporter cependant. En 1946 comme en 1947, ils défont les Stampeders de Calgary en finale de la WIFU pour ensuite s'avouer vaincus face aux Argonauts de Toronto. Ils terminent ensuite la décennie sur deux saisons de misère en 1948 et 1949, mais de meilleures années pointent à l'horizon.
En effet, en 1950 les Blue Bombers font l'acquisition de Jack Jacobs (en), un spectaculaire quart-arrière et botteur qui a déjà joué six saisons dans la NFL. Durant ses cinq saisons à Winnipeg, Jacobs contribue largement à populariser la passe avant et à transformer le football canadien d'un jeu basé sur la course à un jeu aérien. Sa popularité est si grande que les foules qu'il attire convainquent le club de déménager du Stade Osborne au beaucoup plus vaste Stade de Winnipeg en 1952. En 1953 et 1954, il forme un duo redoutable avec le receveur de passes Bud Grant. Il mène son équipe à une de ses meilleures saisons, 12-3, en 1952, et les emmène à la finale de la coupe Grey en 1950 et 1953, pour deux défaites cependant. Il prend sa retraite après la saison 1954. 

### 1957-1966: l'ère Bud Grant
Malgré les efforts des joueurs vedettes Gerry James (en)  et Bud Grant, les deux saisons 1955 et 1956 sont moyennes. Afin de donner un coup de barre à l'équipe, les dirigeants offrent le poste d'entraîneur-chef à Grant, ayant confiance en ses qualités de meneur et à sa compréhension du jeu. Il n'a que 29 ans. Dès sa première saison, les Blue Bombers obtiennent 12 victoires contre 4 défaites, puis échappent la coupe Grey face à Hamilton. Cependant ils la remportent durant quatre des cinq années suivantes et sont alors la force dominante du football canadien. Sous Bud Grant, les Blue Bombers ne connaissent qu'une seule vraie mauvaise saison, soit 1964 avec une seule victoire pour 14 revers. Outre James, les joueurs vedettes de cette époque sont Ken Ploen (en), Ernie Pitts (en) et Leo Lewis (en). 

### 1967-1979: Période sombre
Après le départ de Bud Grant pour les Vikings du Minnesota, son adjoint Joe Zaleski (en) prend les rênes de l'équipe pour trois saisons, mais les Blue Bombers n'arrivent pas à répéter leurs succès précédents. Zaleski est remplacé par Jim Spavital (en) de 1970 à 1973, puis Bud Riley (en) prend le relais de 1974 à 1977. Durant cette période, Winnipeg ne parvient jamais au match de la coupe Grey, et ne termine qu'une seule fois, en 1972, en tête de sa division. De cette époque se démarquent tout de même le quart-arrière Don Jonas (en), joueur par excellence de la ligue en 1971, son successeur Dieter Brock (en) ainsi que le porteur de ballon Mack Herron (en) et le receveur de passes Tom Scott (en). Mais l'arrivée de Joe Poplawski (en), recrue de l'année en 1978, et la bonne tenue de Brock laissent présager des jours meilleurs.

### 1980-1994: un deuxième âge d'or
Les Blue Bombers du début des années 1980 sont certainement parmi les plus puissantes équipes de l'histoire de la franchise, mais ils se heurtent malheureusement à la dynastie des Eskimos d'Edmonton, qui remportent cinq coupes Grey de suite, un record de la ligue. Tout se met cependant en place pour la saison 1984, avec l'arrivée au poste de quart-arrière de Tom Clements et les exploits du porteur de ballon Willard Reaves (en). Winnipeg bat les Tiger-Cats de Hamilton au match de la coupe Grey 47 à 17, pour remporter leur premier championnat depuis 1962. Les Blue Bombers passent à la division Est en 1987, et terminent premiers de leur nouvelle division cette année-là ; ils n'avaient pas terminé premiers dans l'Ouest depuis 1972. L'année suivante, malgré une saison moyenne de 9-9, ils remportent leur neuvième coupe Grey face aux Lions de la Colombie-Britannique, dans un match serré de 22-21. Reaves et Clements sont alors partis, et c'est le receveur de passes James Murphy (en) et le botteur Trevor Kennerd (en) qui sont les héros du match. Durant la décennie, Ray Jauch (1978-1982), Cal Murphy (1983-1986) et Mike Riley (1987-1990) ont été les entraîneurs-chefs de l'équipe.
Dans la première moitié des années 1990, les Blue Bombers sont toujours une équipe dominante dans la LCF. En 1990 ils remportent de nouveau la coupe Grey avec leur nouveau quart Tom Burgess (en), choisi joueur par excellence du match. Deux ans plus tard, c'est avec leur nouveau quart-arrière Matt Dunigan qu'ils participent de nouveau à la finale, mais Dunigan ne connaît pas un bon match et est même remplacé par Danny McManus (en) au dernier quart, subissant la défaite face aux Stampeders de Doug Flutie. En 1993, ils retournent à la coupe Grey face aux Eskimos, mais sont une autre fois défaits par une équipe albertaine. Ils finissent en tête de leur division en 1994, mais échouent en finale de l'Est contre Baltimore. Ce sera leur dernière saison gagnante avant 2001.

### 1995-2006: des bas et quelques hauts
Dans les 12 saisons comprises dans cette période, les Blue Bombers, n'en réussissent que trois avec une fiche gagnante. De 1995 à 1999, ils n'arrivent pas à trouver un quart-arrière satisfaisant, pas moins de huit joueurs étant utilisés comme partants. Enfin Khari Jones réussit à s'imposer de 2000 à 2004, puis Kevin Glenn (en) à partir de 2005. La saison 2001 est remarquable à plus d'un titre : en plus d'une fiche de 14-4, quatre joueurs des Blue Bombers gagnent des trophées individuels importants : Jones (joueur par excellence), Doug Brown (en) (meilleur joueur canadien), Charles Roberts (en) (unités spéciales) et Dave Mudge (en) (joueur de ligne offensive). Le club se rend à la coupe Grey cette année-là mais est défait par Calgary. Un autre fait saillant de cette période est la performance de Milt Stegall comme receveur de passes. Stegall reste avec le club de 1995 à 2008 et détient plusieurs records important de la LCF.

### Depuis 2007
La saison 2007 est fructueuse puisque les Blue Bombers se rendent en finale de la coupe Grey, mais Kevin Glenn est blessé et ils ne peuvent l'emporter. Les départs de Glenn et Stegall ainsi que du porteur de ballon vedette Charles Roberts (en) en 2009 annoncent une nouvelle époque. Ils peinent une nouvelle fois à trouver un quart-arrière efficace, même si en 2011 Buck Pierce (en) les mène en finale de la coupe Grey, qu'ils perdent à nouveau. Le tourniquet des quarts-arrières continue jusqu'en 2016, lorsque Matt Nichols (en) réussit à s'imposer et les Bombers alignent à nouveau des saisons gagnantes. Ce retour en forme culmine en 2019 quand Winnipeg réussit enfin à remettre la main sur la coupe Grey pour la première fois depuis 1990. Le quart-arrière Nichols étant blessé, ce sont Zach Collaros et Chris Streveler (en) qui se sont partagé le travail dans une victoire de 33-12 contre les Tiger-Cats de Hamilton. Andrew Harris (en) est nommé joueur par excellence du match ainsi que meilleur joueur canadien, la première fois que cette situation se produit. Après la saison annulée de 2020, les Blue Bombers remportent à nouveau la coupe Grey en 2021, au terme d'une victoire contre Hamilton qui s'est conclue en prolongation.

## Stade
À leurs débuts en 1930, les Winnipegs (comme ils étaient alors appelés) jouent leurs matchs locaux au Carruthers Park, situé dans le nord de la ville,, ainsi qu'au Wesley Park,, situé sur le campus du Wesley College, aujourd'hui l'Université de Winnipeg. En 1933, les Winnipegs s'installent au stade Osborne, situé à côté du Palais législatif du Manitoba. 
En 1953, les Blue Bombers déménagent au tout nouveau stade de Winnipeg, d'une capacité initiale de 15 700 places mais qui est augmentée progressivement jusqu'à 33 675 en 1987. Des rénovations en 1999 ramènent le nombre de places à 29 533. Le stade prend le nom de « stade Canad Inns » en 2001. Le besoin d'un stade plus moderne se fait sentir, et un nouveau stade est planifié sur le campus de l'Université du Manitoba en 2009. La construction débute en mai 2010 et le nouveau stade sera nommé « Investors Group Field ». Il est inauguré le 26 mai 2013. En 2019, le nom du stade est modifié pour « IG Field ».